# Ескадрені міноносці КРЗ типу «Конго»
Ескадрені міноносці КРЗ типу «Конго»  (яп. 金剛型護衛艦) — тип ескадрених міноносців з керованим ракетним озброєнням четвертого покоління, що був створений в Японії на основі американського «Арлі Берк». На есмінцях встановлено бойову систему керування вогнем «Іджіс». Всього до складу Морських Сил Самооборони Японії введено 4 есмінці даного проекту. Його назва походить від однойменного гірського хребта в Японії.

## Історія

### Купівля системи AEGIS
У період «Холодної війни» ВМФ СРСР розвивав підводні човни різних класів. Для протидії їм на випадок військового конфлікту Морські Сили Самооборони Японії вирішили поділити свої сили на 4 угрупування. У кожне з них мали входити і есмінець-носій протичовнових гелікоптерів, 5 — 6 протичовнових есмінців та 2-3 есмінці ППО.
Другою загрозою з сторони ВМФ СРСР були протикорабельні ракети, через що ракетні есмінці типу «Тачікадзе» та «Хатакадзе» з ракетами SM-1MR не були спроможні у повній мірі здійснювати захист угрупувань флоту своїми засобами ППО. Через ріст загрози зі сторони СРСР, Японія у 1984 році розпочала переговори з Департаментом оборони США про купівлю системи управління і керування вогнем «Іджіс». Перемовини тривали 4 роки. На початку 1988 справа продажу потрапила до Конгресу США, де бажали передати замовлення на будівництво есмінців корабельням США разом з системою Іджис, але чулись застереження проти передачі найновіших технологій Японії, де могли створити систему-аналог. Зрештою продаж був дозволений з обмеженням на підтримання крилатих ракет RGM-109 TLAM Томагавк, радар AN/SPY-1D і пов'язане з ним програмне забезпечення.
Після укладення угоди розпочались пошуки кораблів придатних для використання цієї системи і сумісного з нею озброєння. Було вирішено модифікувати декілька старих кораблів і збудувати нові есмінці на базі американських есмінців класу Arleigh-Burke модифікації Flight I. Будівництво есмінців в Японії викликало певні проблеми сумісності японських систем керування з американською системою AEGIS, конфігурацію якої довелось дещо змінити. найбільші проблеми викликала інтеграція систем електронної боротьби.

### Будівництво кораблів
Перший корабель серії «Конго» заклали 8 травня 1990, спустили на воду у вересні 1991 і прийняли до складу флоту 25 березня 1993 року. Оскільки Сили Самооборони Японії мають оборонний характер, то на есмінцях не передбачено встановлення крилатих ракет BGM-109 Tomahawk. Головною вважається загроза атаки балістичними ракетами зі сторони суміжних держав, зокрема Північної Кореї. Тому на них встановлено останню модифікацію системи Іджіс Aegis BMD 3.06 Combat System, призначену для боротьби з балістичними ракетами ближнього радіусі дії (англ. Short-Range Ballistic Missile - SRBM) (до 1000 км), середнього радіуса дії (англ. Medium-Range Ballistic Missile - MRBM) (1000 км — 3000 км), (англ. Intermediate-Range Ballistic Missile - IRBM) (3000 км — 5500 км)).
Ще під час перемовин щодо AEGIS було вирішено збудувати 8 есмінців під неї, по 2 на кожне угрупування флоту. Коли зникли сумніви у можливості закупівлі системи AEGIS, то у червні 1988 було замовлено перший корабель. Значна вартість есмінця викликала значні суперечки в Японії, що призвело до 2-річної у його закладенні. Кошти на чергові кораблі виділяли 1990, 1991, 1993 роках. Останній корабель вартістю 1,5 млрд доларів заклали у травні 1995 і у березні 1998 прийняли до складу флоту. На 2000 відмовились від будівництва ще 4 крейсерів класу «Конго». Три перші кораблі збудували у корабельні Nagasaki Shipyard & Machinery Works компанії Mitsubishi Heavy Industries у Нагасакі, четвертий у корабельні корпорації IHI Corporation у Токіо.
Есмінці ввели до складу флоту у 1993—1998 роках і розділили поміж угрупуваннями флоту: «Kongo» (DDG 173) Другій Ескортній Ескадрі 62 Ескортної Флотилії у Сасебо, «Kirishima» (DDG 174) Першій Ескортній Ескадрі 61 Ескортної Флотилії у Йокосуці, «Myoukou» (DDG 175) у Третій Ескортній Ескадрі 63 Ескортної Флотилії у Майдзуру, «Choukai» (DDG 176) у Четвертій Ескортній Ескадрі 64 Ескортної Флотилії у Куре. Есмінці класу Kongo разом з есмінцями класу Atago становлять основу ППО операційних угрупувань флоту.
Есмінці класу Kongo є одними з найсучасніших одиниць Морських Сил Самооборони Японії з модерною бойовою системою AEGIS, важливим її елементом антибалістичної системи, що здатні знешкодити балістичні ракети на значній віддалі від Японських островів.. У регіоні жодний флот не володіє кораблями такого рівня окрім південно-корейських есмінців класу Sejong.

### Есмінці класу Kongo
|            |            |                                             |                     |                                |                  |          |
| Позначення | Корабельня | Дата закладення                             | Дата спуску на воду | Дата прийняття до складу флоту | Порт приписки    | Списано  |
| DDG-173    | Kongō      | Mitsubishi Heavy Industries, (MHI) Нагасакі | 8 травня 1990       | 26 вересня 1991                | 25 березня 1993  | Сасебо   |
| DDG-174    | Kirishima  | MHI, Нагасакі                               | 7 квітня 1992       | 19 серпня 1993                 | 16 березня 1995  | Йокосука |
| DDG-175    | Myōkō      | MHI, Нагасакі                               | 8 квітня 1993       | 5 жовтня 1994                  | 14 березня 1996  | Майдзуру |
| DDG-176    | Chōkai     | IHI, Токіо                                  | 29 травня 1995      | 27 серпня 1996                 | 20. березня 1998 | Сасебо   |
|            |            |                                             |                     |                                |                  |          |

### Конструкція

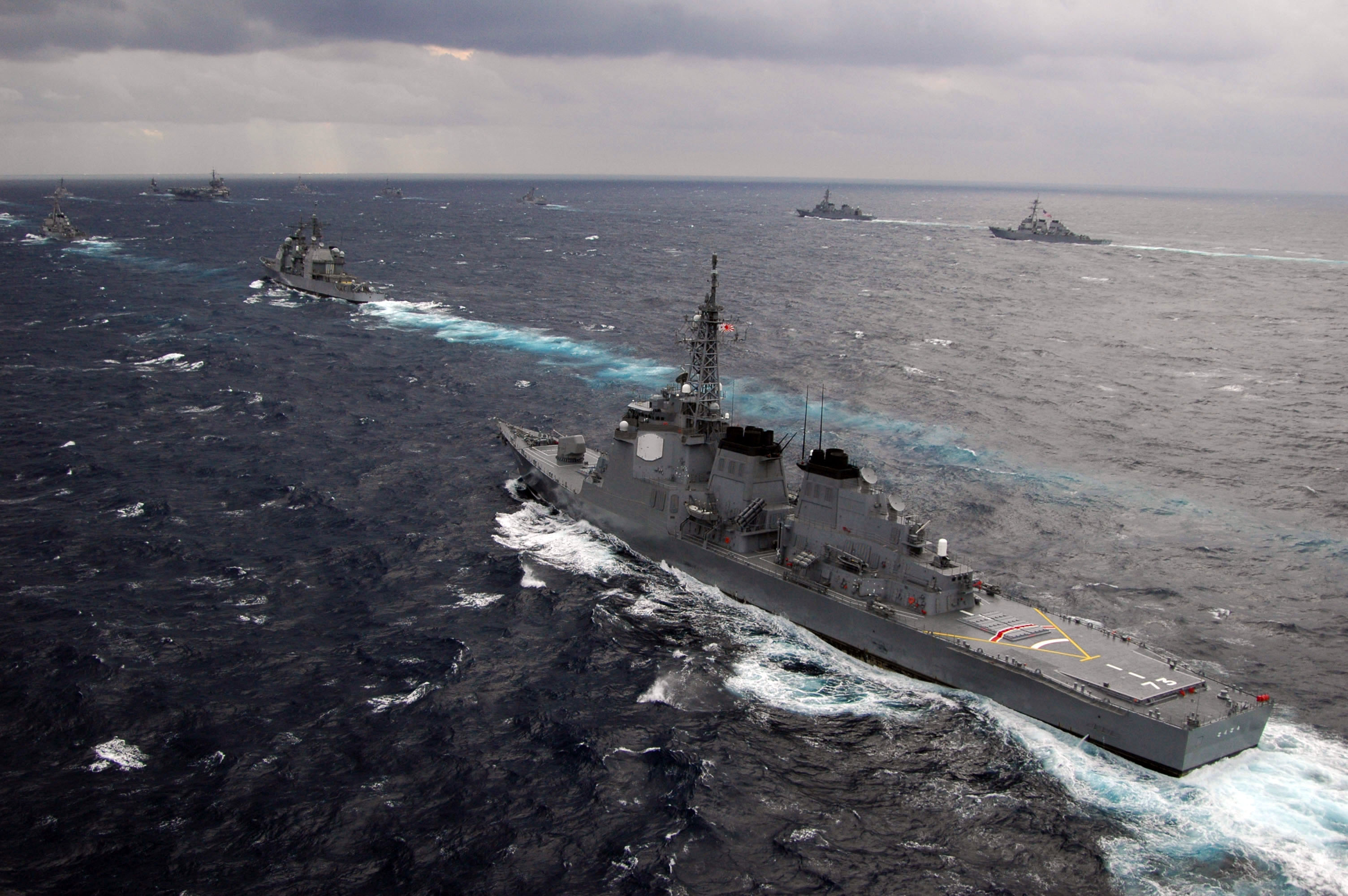
Есмінець Kongo на маневрах. 2005

У проектуванні есмінців брали участь представники компанії Gibbs & Cox, яка проектувала прототип Arleigh Burke. При будівництві були внесені суттєві модифікації в конструкцію есмінців, електронні системи управління, озброєння. Стальний корпус було видовжено на 7,2 м і розширено на 0,7 м, що збільшило водотоннажність до 9485 т і зменшило витрату палива, спростило ведення прицільної стрільби, збільшило об'єм приміщень і покращило морехідність настільки, що на кораблях не встановили стабілізатори поперечної стійкості. Корпус розділено 12 відсіків. Форма надбудов використовувала технологію зниження відбитого сигналу РЛС Стелс, а рубка командування вища на два яруси, де краще розмістити центр управління кораблем (англ. Combat Information Center) і оперативні групи управління.
На есмінцях встановлено 4 модернізовані газові турбіни LM 2500, які виготовила компанія Ishikawajima-Harima Heavy Industries по американській ліцензії. Вони мають дещо меншу потужність і розміщуються по дві у машинному відділенні згідно конфігурації COGAG (англ. Combined Gas And Gas turbine), працюючи сумісно для досягнення максимальної швидкості 30 вузлів. При економічній швидкості працює по одній турбіні з пари. Оскільки турбіни обертаються у праву сторону, то для прямолінійного руху корабля пара турбін з лівого борту встановлено у зворотньому напрямку. Таким чином протилежний рух гребних гвинтів взаємно компенсувався. Через відсутність у турбін зворотнього руху лопаті гребних гвинтів можуть змінювати свій кут нахилу. Завдяки цьому при оптимальних режимах роботи турбін можна змінювати швидкість кораблів, виконувати екстрену зупинку з мінімальним гальмівним шляхом, застосовувати задній хід. Можна змінювати напрям руху за допомогою гвинтів. Для зниження шуму турбін, механізмів застосовано систему Prairie-Masker, яка вздовж бортів машинного відділення, у гребних гвинтах через отвори у емітерах пропускають бульбашки стисненого повітря, створюючи з них захисний бар'єр. Це ускладнює ідентифікацію есмінця ворожим підводним човном, адже отриманий звук нагадує падаючий на поверхню моря дощ.

## Aegis BMD 3.06 Combat System
Через загрозу з сторони Північної Кореї, віддаленої на 1000 км, розвиток ЗС Китаю Японія долучилась 1999 до розробки антибалістичних систем ракет ABM (англ. Anti-Ballistic Missile) типу SM-3, здатної нейтралізувати загрози. На початку 2004 було вирішено закупити 90 ракет даної моделі за 459 мільйонів доларів. Для їхнього використання компанія Lockheed-Martin Naval Electronics у липні 2005 підписала угоду на 124 млн доларів на модифікацію 4 есмінців.
Есмінець JDS Kongo (DDG173) отримав 2007 ракети SM-3 Block IA, що є частиною антибалістичної системи Aegis BMD. Есмінці беруть участь у американо-японській дослідній програмі по розвитку системи Raytheon RIM-161 Standard Missile 3 Block IIA. В її ході за допомоги американських консультантів 17 грудня 2007 з есмінця «Kongo» було здійснено перехоплення балістичної ракети на висоті 160 км за допомогою SM-3 Block IA. За програмою есмінці класу Конго і інші до кінця 2010 повинні були відповідати стандартам Aegis BMD. У листопаді 2008 провели запуск з есмінця «Choukai» (DDG 176), що завершився невдало. Запуски 2009 з «Myoukou» (DDG 175), 2010 з «Kirishima» (DDG 174) завершились успішно.

### Aegis
З системою Aegis інтегровано усі системи корабля — управління запуском ракет, торпед, радари, сонари, електронної боротьби, дозволяючи одночасно керувати операціями у повітрі над і під водою. Есмінці класу Конго були першими іноземними кораблями з системою Імаджес версії Baseline J1. яка ідентична версії Baseline 4 (OYQ-8 у Японії) з перших есмінців серії класу Arleigh Burke. Система складається з п'яти комп'ютерів моделі AN/UYK-43. Система ділиться на шість елементів: центральну локальну мережу LAN (англ. Local Area Network), за допомогою якої обмінюються поміж собою інформацією під'єднані блоки:
- керуючо-управлінська C&D (англ. Command and Decision)
- оперативної готовності ORTS (англ. Operational Readiness Test System)
- навчальн-тренувальна ACTS (англ. AEGIS Combat Training System)
- комплекс моніторів ADS (англ. AEGIS Display System)
- мережа ППО з тривимірного радара AN/SPY-1D, системи контролю озброєнь WCS (англ. Weapons Control System), системи керування вогнем FCS (англ. Fire Control System) моделі Mk 99.

У першу чергу система призначена длл боротьби з повітряними цілями, іншими загрозами. З комп'ютером AN/UYK-43 системи C&D безпосередньо з'єднані усі радари корабля, системи електронної боротьби, комунікації, ідентифікації «свій-чужий» (англ. Identfication Friend/Foe (IFF)), частина систем керування вогнем. Системи сонарів, керування запуском протичовнових ракет (торпед) співпрацюють з системою AEGIS. Зібрана ними інформація висвітлюється на відповідних консолях OJ-451 системи AN/UYQ-21 з блоками пам'яті з необхідною графікою з 256 символів, геометричних фігур довільної форми і орієнтації для висвітлення інформації.
З показів консолі OJ-451 оператори контролюють діяльність блоку C&D, стан протиповітряної, протичовнової, протикорабельної оборони системи AEGIS, правильність ідентифікації об'єктів системою IFF. Через блок ORTS оператори можуть за допомогою тестів перевіряти працю систем озброєння, керування вогнем, причому блок ORTS автоматично виявляє помилки у конфігурації, ізолює їх і сприяє реконфігурації. На консолі блок повідомляє оператора про помилку, показує бойову готовність з врахуванням помилки у конфігурації.
Інший комп'ютер блоку ACTS з'єднаний з усіма елементами AEGIS і за його допомогою оператори блоку C&D можуть організовувати симуляцію бойової ситуації із загрозою з сторони кораблів, підводних човнів, літаків, наземної артилерії та записом навчань для наступного аналізу.
Комплекс моніторів ADS пов'язаний з третім комп'ютером AN/UYK-43, отримуючи дані з блоку C&D. Консолі OJ-451 показують необхідну інформацію, тактичну ситуацію навколо корабля. Оператори можуть отримувати усю необхідну інформацію для виконання актуального завдання.

### Радари

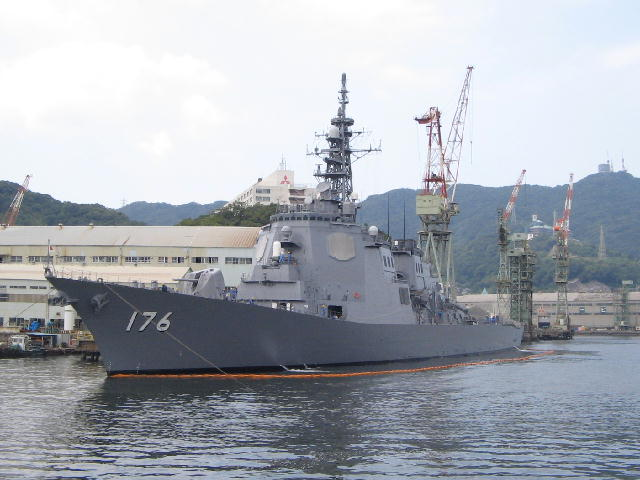
Есмінець Choukai (DDG-176). На щоглі встановлено антени систем управління, зв'язку

Основою системи ППО є багатофункціональний керований комп'ютером радар AN/SPY-1D з активною фазованими антеннами, спеціально створеному для есмінців. Чотири нерухомі антени розміром 3,8 м ×3,8 м розвернуті у всі сторони, що забезпечує повний безперервний навколишній огляд. При потребі сигнали радара можуть зосереджуватись у певному напрямку, але не за рахунок інших напрямків. Радар зосереджує функції викриття, класифікації, супроводження 200 об'єктів і наведення зенітних керованих ракет на 18. Ціль на малій висоті можна виявити за 80 км, в висотні за 360 км. У залежності від потужності комп'ютера радар AN/SPY-1D може супроводжувати більше цілей, виводячи результати на одну з консолей, і працювати у випадку пошкодження однієї з антен.
Додатково на випадок пошкодження радара AN/SPY-1D для огляду повітряного і надводного просторів на мачті розташовано імпульсний допплерівський радар OPS-28D компанії JRC (Japan Radio Corporation) з стабілізованою у двох площинах антеною, власною системою ідентифікації «свій-чужий» IFF, комп'ютером обробітку даних, консолею показу даних. Він з'єднаний з системою C&D, передаючи дані про цілі. Далі вони подаються на блок контролю озброєнь WCS, який при потребі задіює систему ППО Mk 99 (англ. MK 99 Fire Control System). Ця система самостійно виявляє об'єкти, оцінює загрозу, визначає цілі. Застосування радара OPS-28D значно підвищило безпеку есмінців класу «Конго», оскільки у прототипів класу Arleigh Burk при виході з ладу основної антени можна розраховувати лише на можливості системи Mk 15 Phalanx.
Наступним елементом ППО є три радари освітлення цілі CWI(англ. Continuous Wave Illuminator) моделі AN/SPG-62, введені на озброєння 1983 на крейсерах класу Ticonderoga. Кожен з ним має обертову антену діаметром 2,3 м. Вони є частиною системи керування вогнем Mk 99, на яку поступає команда з WCS про знищення цілі і передається на радари AN/SPG-62. Вони передають у напрямку цілі сигнал CW(англ. Continuous Wave), що відбивається і сприймається голівками самонаведення SM-2MR.

### Озброєння

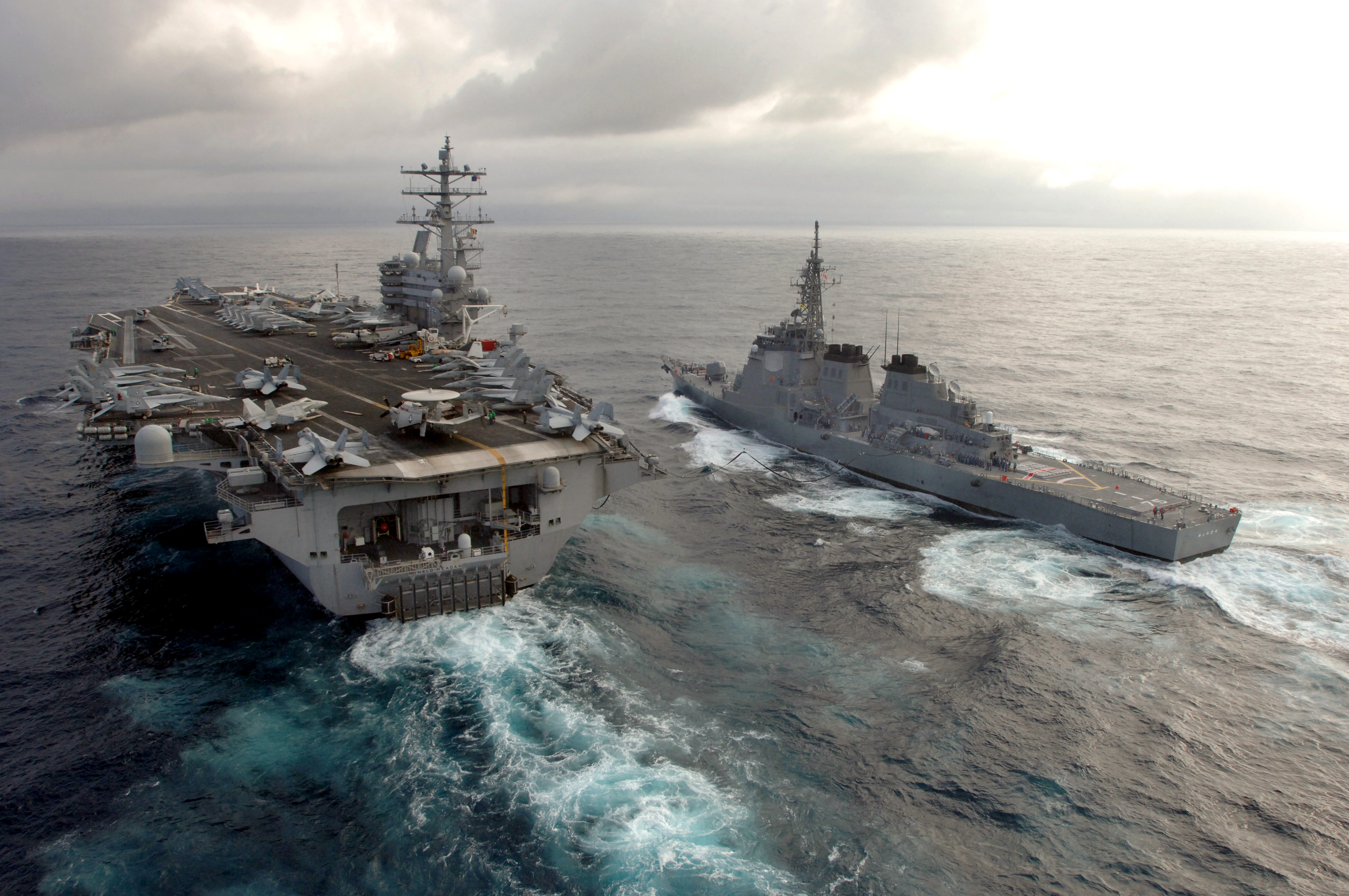
Есмінець JS Myoko (DDG 175) і авіаносець USS Ronald Reagan (CVN 76)

Оператори можуть впливати на програмне забезпечення блоків командного C&D, контролю озброєння WCS, радара AN/SPY-1D, модифікуючи умови застосування зброї і визначаючи умови застосування системи AEGIS у автоматичному режимі. При віднайдені певного об'єкту система аналізує відповідь на запит системи ідентифікації IFF «свій-чужий». Після визначення об'єкту за ворожий введені умови застосування зброї визначають степінь небезпеки у залежності від віддалі, швидкості, напрямку руху тощо Дані надаються до комплексу моніторів ADS. В залежності від поданої інформації командир корабля вирішує, у якому режимі діятиме система AEGIS: ручному чи автоматичному.
Система електронної боротьби керує системою пасивного захисту з фальшивих мішеней Mk 36 Mod. 2 SRBOC (англ. Super Rapid Blooming Offboard Chaff), що складається з 4×6 130-мм дул Mk 137 і для захисту від протикорабельних ракет вистрілює дипольні відбивачі для постановки пасивних перешкод Mk 214 Mod. 1, Mk 216 Mod. 1 та інфрачервоні перешкоди Pirate корпорації IHI Corporation чи Super HIRAM III (англ. Hycor InfraRed Anti-Missile). Система NOLQ-2 вивчає інформацію про виявлених сигналах РЛС, їхній частоті, визначаючи степінь загрози, зміни курсу есмінця. Після цього надаючи команду на використання визначеної перешкоди. Може використовувтись напівавтоматичний режим, коли оператор визначає необхідність застосування системи. Система NOLQ-2 може застосувати електронний пристрій ECM (англ. Electronic CounterMeasures) моделі OLT-3, що заглушує сигнал у спрямованих на есмінець протикорабельних ракетах.

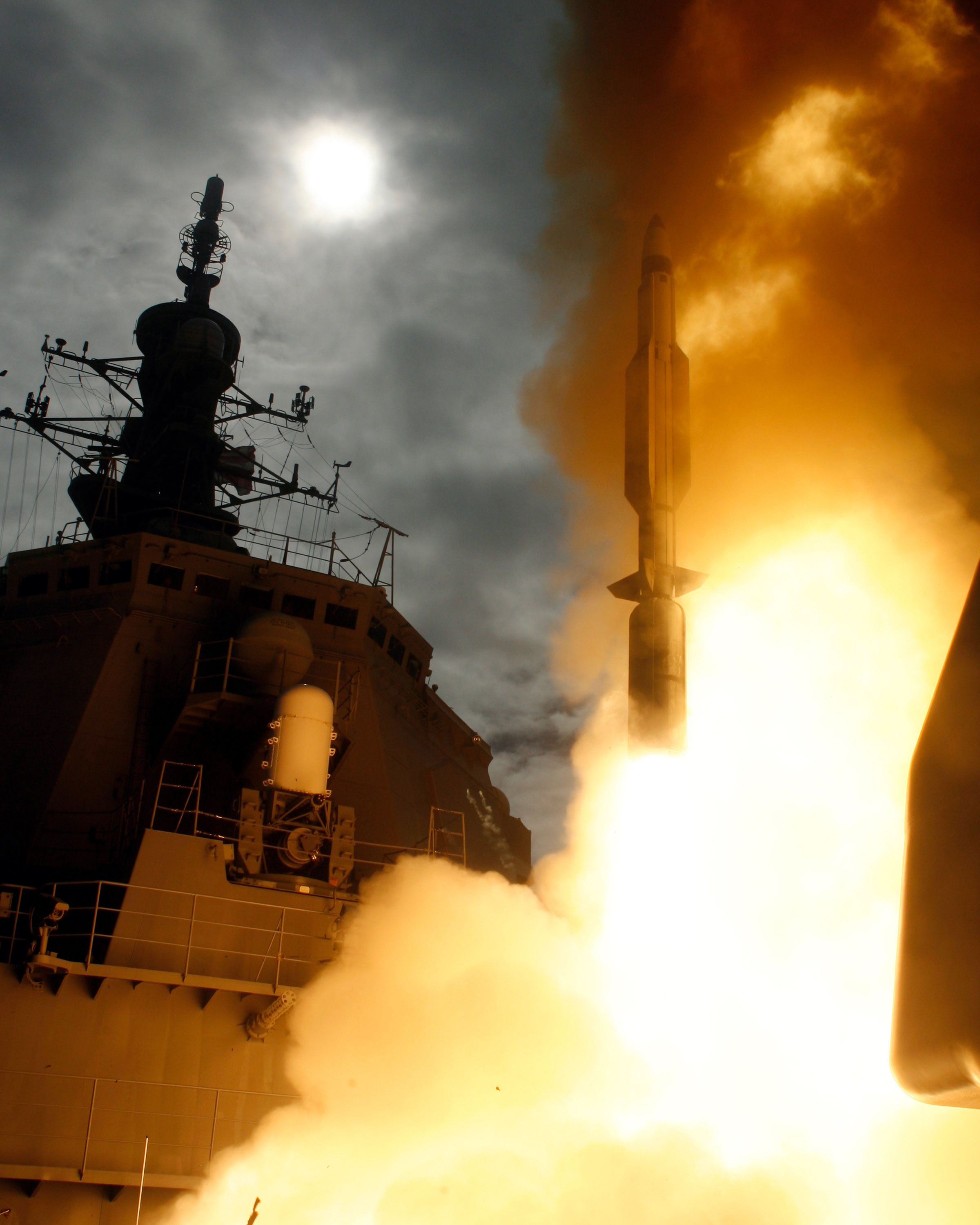
Старт ракети SM3 з есмінця Kongo

Система керування вогнем Mk 99 контролює систему вертикального запуску Mk 41. На носі розміщено 4×8 і на кормі 8×8 систем. Разом у них знаходиться 96 коморок для контейнерів з ракетами різного призначення. Одночасно до старту можуть готувати дві ракети модуля Mk 99, по одній з ряду, що належать до засобів активного захисту. На двох перших есмінцях серії використовували ракети RIM-66H Standard MR (SM-2MR Block II), а двох пізніших RIM-66M-1 Standard MR (SM-2MR Block III) для захисту на малій і середній дистанціях. Ці ракети займають більшість коморок модулів Mk 41. Решту можуть займати ракетоторпеди RUM-139 VL-ASROC.
Якщо протикорабельна ракета проходить захист системи AEGIS з систем радіоелектронної боротьби, вступає в дію одна з двох артилерійських систем безпосереднього захисту Mk 15 Phalanx Block 1, що діє автономно поза системою AEGIS, повідомляючи її про ліквідацію загрози. З початком використання системи AEGIS BMD 3.6 їх замінили моделлю Mk 15 Phalanx Block 1B PSuM (англ. Phalanx Surface Mode)
Основою протикорабельного захисту є ракети системи RGM-84C Harpoon Block 1B, встановлених на двох стартових комплексах Mk 141. Їх запускає команда з системи керування вогнем HSCLCS (англ. Harpoon Ship Command Launch Control System) моделі AN/SWG-1, що інтегрована до системи AEGIS і безпосередньо отримує дані з радара AN/SWG-1. Комп'ютер системи у автоматичному режимі планує оптимальний курс атаки ракети «Гарпун».

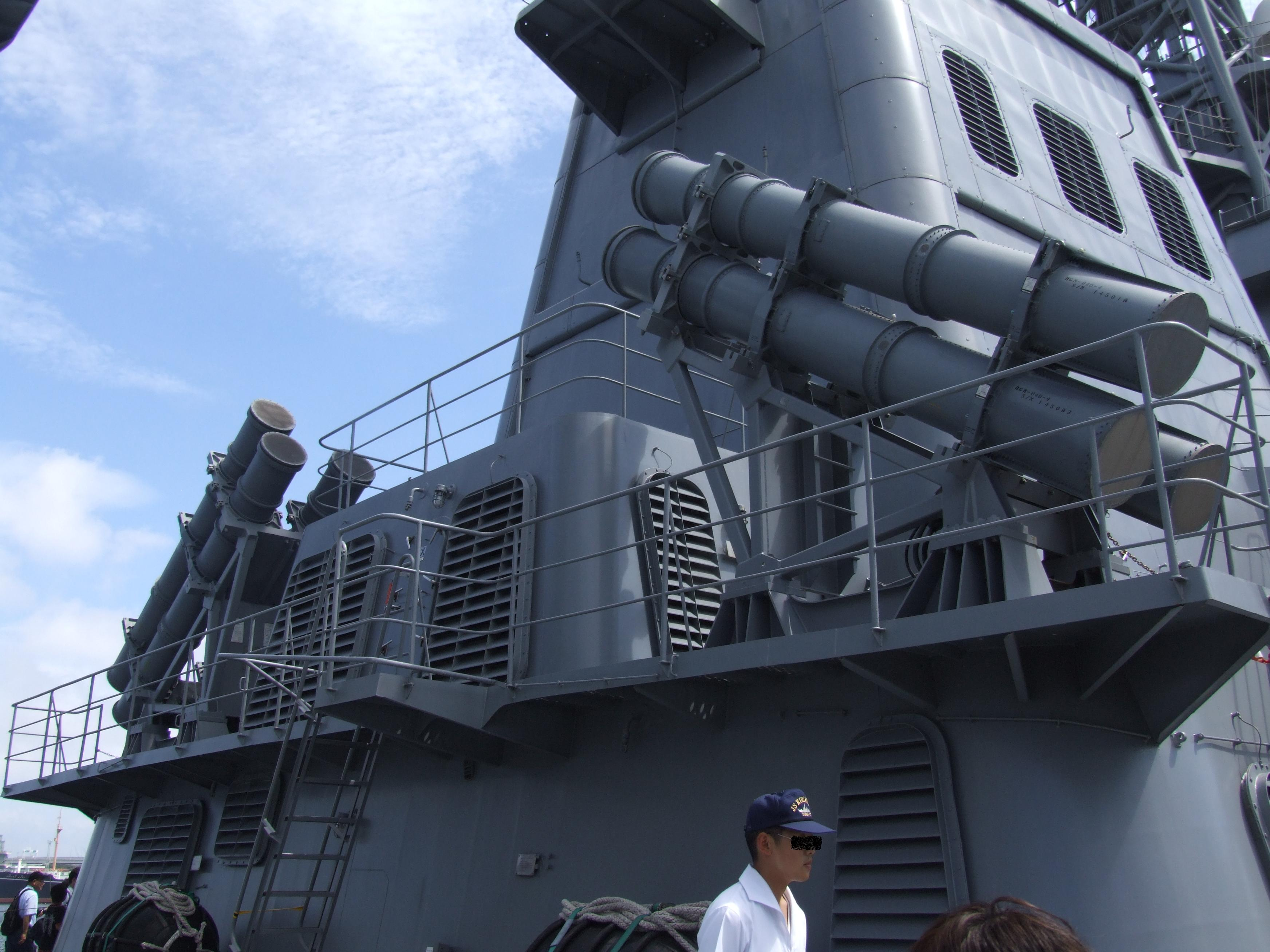
Система «Гарпун» на есмінці Kirishima

Доповнює протикорабельне озброєння автоматична 127-мм гармата М 127/54 Compact з дальністю 15 км проти кораблів, 7 км повітряних цілей. Оператор у центрі контролю обирає тип пострілів, автоматичні процеси процес заряджання, стрільби. Керує стрільбою цифрова система моделі FCS-2-21 компанії Mitsubishi Electric, чий комп'ютер під'єднано до командного блоку C&D, навчального ACTS, система ППО AEGIS, що надає інформацію про цілі. Її доповнює допплерівський радар OPS-28D. Після локалізації об'єкту дані передаються до FCS-2-21, який скеровує слідкуючий радар CWI і рзраховує параметри стрільби.
Для боротьби з підводними човнами використовують два тритрубні торпедні апарати Типу 68 діаметра 324 мм. Есмінці використовують торпеди ліцензійні Mk 46 Mod. 5 компанії Mitsubishi Heavy Industries чи японські Type 73 Light Weight torpedo компанії Mitsubishi Heavy Industries, що є аналогом торпед Mk 50 Barracuda. Для боротьби з акустичними торпедами використовують електронно-акустичний комплекс AN/SLQ-25 Nixie, який буксирюють за есмінцем на відстані до 500 м.
Атакуючі ракетоторпеди вертикального запуску RUM-139 VL-ASROC (англ. Vertical Launch Anti-Submarine ROCket) переносять торпеди Mk 46 Mod. 5A чи Типу 73. Протичовнова система есмінців опирається на цифрову систему керування протипідводним вогнем моделі Mk 116 Mod. 7, що контролюється командним блоком C&D системи AEGIS. Він отримує дані з двох систем сонарів — OQS-102 виробництва NEC Corporation, що імовірно може одночасно працювати у пасивному і активному режимах. Він має власні консоль і комп'ютер з процесором розпізнавання звукових сигналів. Другий гідролокатор OQR-2 TASS (англ. Towed Array Sonar System) компанії Oki Electric Industry, який буксирують за есмінцями.

## Гелікоптери
На есмінцях відсутній ангар для постійного базування бортового гелікоптера. Кормова площадка більша ніж у прототипів Arleigh Burk, але не містить систем посадки крім двох стабілізованих показників горизонту. Можливо, є засоби для заправки паливом. Через відсутність ангара гелікоптери неможливо переозброювати. Есмінці обладнані системами ближньої навігації TACAN (англ. TACtical Air Navigation) ORN-6. Брак ангара є важливим недоліком кораблів у випадку виконання самостійних завдань.
На есмінці можуть сідати ліцензійні гелікоптери компанії Mitsubishi Heavy Industries: HSS-2 (Sikorsky SH-3 Sea King) та модифікації HSS-2A, HSS-2B; Sikorsky SH-60 Seahawk; ліцензійний SH-60J. SH-60J є платформою системи TDS (англ. Tactical Data System) і може нести гідролокатор HQS-103 (AN/AQS-18M), що здатен локалізувати підводні човни на далеких дистанціях на великих і малих глибинах.